# Berliner-Joyce P-16
Il Berliner-Joyce P-16 era un aereo da caccia, realizzato sul finire degli anni venti del XX secolo dall'azienda aeronautica statunitense Berliner-Joyce.
Era caratterizzato dalla configurazione biposto e dalla formula biplana; fu impiegato dallo United States Army Air Corps per il quale fu il primo biplano da caccia ad entrare in servizio dopo il 1918, ma anche l'ultimo modello di questo tipo.

## Storia del progetto

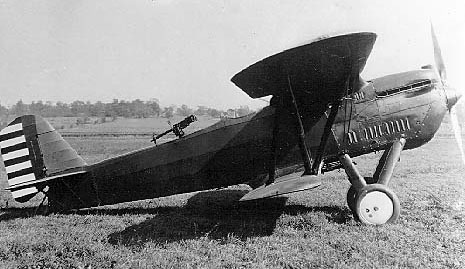
Vista laterale del P-16/PB-1.

Sul finire degli anni venti, l'aereo da caccia standard per l'USAAC era un velivolo monoposto armato con due mitragliatrici rivolte verso il senso di marcia. In quegli anni avanzò però la teoria che un velivolo biposto che potesse disporre di un'arma brandeggiabile fosse più adatto per proteggere le formazioni dei bombardieri dagli aerei nemici; lo stesso velivolo avrebbe potuto, dotato di bombe, essere utilizzato come aereo da attacco. Questa teoria portò ad emettere, nell'aprile del 1929, una specifica per un aereo da caccia biposto alla quale parteciparono la Boeing, la Curtiss e la Berliner-Joyce, e fu sperimentato con una soluzione temporanea durante una sessione di manovre d'esercitazione svolta nell'aprile del 1930.
Il progetto proposto dalla neonata Berliner-Joyce portò alla realizzazione di un prototipo che fu pronto nel mese di ottobre del 1929 (altre fonti ne anticipano la consegna a settembre) e che durante le prove di valutazione superò tutte le aspettative. L'anno successivo l'azienda ricevette due distinti ordinativi per un totale di 25 esemplari di preserie le cui consegne iniziarono a partire dal 1º marzo del 1932. Al velivolo fu assegnata la designazione di P-16, che presto fu mutata in PB-1 (Pursuit Biplace, aereo da caccia biposto).

## Tecnica

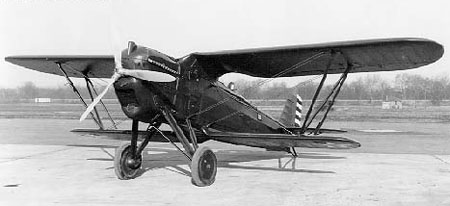
Il P-16/PB-1 visto di "tre quarti"; si noti la conformazione "a gabbiano" dei due piani alari.

### Cellula
Il Berliner-Joyce P-16 era un biplano dalla struttura tubolare interamente metallica; la fusoliera aveva sezione rettangolare ed ospitava i due membri dell'equipaggio disposti in tandem, con il mitragliere sistemato nella postazione posteriore e rivolto in senso contrario a quello di marcia.
La velatura biplana era di tipo sesquiplana con sfasamento verticale del piano inferiore verso il posteriore. Il piano alare superiore aveva conformazione "ad ala di gabbiano" ed era unito alla parte superiore della fusoliera; in modo pressoché speculare il piano inferiore era del tipo "ad ala di gabbiano invertito" e si congiungeva alla fusoliera nella sua zona inferiore. Tra di loro i due piani erano uniti tramite un montante interalare a "N rovesciata" per ciascuna semiala e da due coppie di tiranti metallici incrociati. L'impennaggio era di tipo classico, con l'elemento orizzontale supportato da una coppia di aste di controvento per ciascun lato.
Il carrello d'atterraggio era di tipo classico e fisso; l'elemento anteriore era costituito da gambe in tubo metallico a ruota singola ancorate alla fusoliera in tre punti (due nel lato e uno nella parte inferiore).

### Motore
Il P-16 era equipaggiato con il motore V12 raffreddato a liquido Curtiss V-1570 (più noto con il nome commerciale di Curtiss Conqueror); nel prototipo fu impiegata la versione V-1570A dotata di compressore mentre negli esemplari di preserie fu scelta la variante V-1570-25 priva dell'unità di sovralimentazione; in entrambi i casi il motore sviluppava la potenza di 600 hp (447 kW). Anche l'elica subì una variazione: da quella bipala del prototipo, si passò alla tripala negli esemplari di produzione in serie.

### Armamento
La dotazione offensiva del P-16 era costituita da due mitragliatrici calibro 0,5 in (12,7 mm) alloggiate nella parte superiore del muso e sparanti attraverso il disco dell'elica. L'arma in dotazione al mitragliere era invece brandeggiabile e di calibro 0,3 in (7,62 mm).
Per fornire al velivolo l'opportunità di azioni offensive, all'intradosso del piano alare inferiore furono applicate rastrelliere cui potevano essere agganciate due bombe da 122 lb (55 kg) o cinque da 25 lb (11 kg).

## Impiego operativo
L'USAAC destinò i P-16, ridenominandoli PB-1, al 94th Pursuit Squadron (a sua volta inquadrato nel 1st Pursuit Group, basato al Selfridge Field non distante da Mount Clemens nel Michigan), la cui precedente dotazione di Curtiss P-6E fu girata al 33rd Pursuit Squadron.
Una volta in servizio il PB-1 mise in luce una manovrabilità insufficiente per opporsi ai caccia monoposto; i piloti lamentarono una visibilità estremamente scarsa in fase di atterraggio, caratteristica aggravata dal fatto che, per effetto del centro di massa rivelatosi piuttosto avanzato verso prua, il velivolo mostrava la tendenza a piantarsi con il muso a terra.
La carriera operativa dei PB-1 risultò piuttosto breve, dato che l'USAAC li ritirò dal servizio il 31 gennaio del 1934.

### Sviluppi correlati

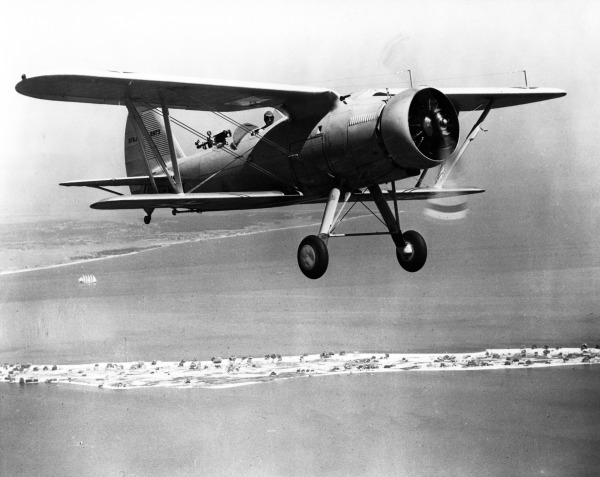
Una rara immagine del Berliner-Joyce XF2J-1 (ancora dall'archivio di Ray Wagner).

Nonostante i problemi che l'USAAC aveva incontrato con il PB-1, nel 1931 la Marina ne ordinò una versione imbarcata che designò XF2J-1. Poiché la U.S. Navy prediligeva i motori radiali per i suoi caccia, l'XF2J-1 era alimentato da un Pratt & Whitney R-1510-92 Hornet da 625 hp (466 kW). L'XF2J-1 differiva dal P-16 per avere una fusoliera più ampia in ragione del motore dal maggior ingombro.
Nel progetto originale i due abitacoli erano aperti, ma successivamente è stato montato un tettuccio scorrevole chiuso. A causa delle difficoltà finanziarie incontrate dalla compagnia Berliner-Joyce, la progettazione e la realizzazione dell'XF2J-1 richiesero due anni di lavoro. Quando l'aereo fu finalmente pronto (nel 1934) il Grumman FF era già entrato in servizio, surclassando di gran lunga tutti i concorrenti del tempo.
Le prove di volo, inoltre, avevano dimostrato che, come il P-16, l'XF2J-1 consentiva una modesta visibilità in fase di atterraggio, un difetto particolarmente rilevante in un aereo basato su portaerei. Inoltre, la decisione da parte della Wright di interrompere lo sviluppo del radiale R-1510-92 non fu favorevole allo sviluppo del velivolo e la Marina decise di non procedere ulteriormente con il suo progetto.